# Relações entre Egito e Turquia
As relações entre Egito e Turquia referem-se as relações bilaterais entre o Egito e a Turquia. O Egito e a Turquia estão ligados por fortes laços religiosos, culturais e históricos, porém os laços diplomáticos entre os dois foram extremamente amigáveis, por vezes, e extremamente tensos em outras ocasiões. Durante três séculos, o Egito fez parte do Império Otomano, cuja capital era Constantinopla na Turquia moderna. A Turquia estabeleceu relações diplomáticas com o Egito ao nível de encarregado de negócios  em 1925 e aprimorou sua missão no Cairo para o nível de embaixadores em 1948. Ambos os países têm embaixadas e consulados gerais em suas respectivas capitais.
Ambos os países assinaram um acordo de livre-comércio em dezembro de 2005 e são membros de pleno direito da União para o Mediterrâneo.  As relações, no entanto, foram bastante tensas em muitas ocasiões na história de ambos os países, incluindo durante a era Nasser no Egito nos anos 1950 e 1960. Também se deteriorariam fortemente no período após a deposição do presidente egípcio Mohamed Morsi em 3 de julho de 2013. Abdul Fatah Khalil Al-Sisi assumiu o poder logo após a derrubada de Morsi, que liderava a Irmandade Muçulmana. Posteriormente o governo de Sisi proibiu a Irmandade Muçulmana, e a Turquia, que apoia a Irmandade Muçulmana e foi aliada de Morsi, passaria a criticar seu regime. 
Em 23 de novembro de 2013, o governo egípcio expulsou o embaixador turco no Cairo depois de uma crise diplomática.